# Odon Mieszkowic
Odon (Otto) Mieszkowic (* zwischen 1141 und 1149; † 20. April 1194) war ein polnischer Herzog von Großpolen. Er entstammte dem Adelsgeschlecht der großpolnischen Piasten.

## Leben
Odon war der älteste Sohn von Seniorherzog Mieszko III. von Großpolen († 1202) und Elisabeth von Ungarn. Seinen Namen erhielt er nach seinem Onkel Otto I. von Brandenburg. 
Zu seinen Geschwistern zählten: 
- Stefan
- Wierzchosława Ludmiła
- Elisabeth
- Judith

Zu seinen Halbgeschwistern zählten:
- Bolesław
- Mieszko der Jüngere
- Anastasia
- Salomea
- Wladyslaw III. Dünnbein

Odon ist am 21. Mai 1161 erstmals in den Quellen greifbar, als er eine auf der Zusammenkunft in Łęczyca von Bolesław IV. und Heinrich von Sandomir erstellte Urkunde beglaubigte. 1177 nahm er an einer Rebellion gegen seinen eigenen Vater teil, da dieser die Nachkommen aus seiner zweiten Ehe gegenüber Odon favorisierte. 1179 musste sein Vater aus Polen flüchten und Odon übernahm Posen. Seine Herrschaft in Großpolen wurde vom Seniorherzog Kasimir II. akzeptiert und Odon begann eigene Münzen zu schlagen und ein eigenes Siegel zu benutzen. 1181 gelang seinem Vater jedoch die Rückkehr nach Großpolen und es kam zum Ausgleich zwischen Odon und seinem Vater. Odon verzichtete auf Posen und bekam dafür ein Teilherzogtum an der Obra. 1193 übernahm er von seinem verstorbenen Bruder Mieszko dem Jüngeren Kalisch. Er wurde im Posener Dom beigesetzt. Nach seinem Tod übernahm sein Vater Kalisch und sein Bruder Władysław das Herzogtum an der Obra.

## Ehe und Familie
Odon heiratete Wyszesława von Halitsch, die Tochter von Jaroslaw Osmomysl. Zu ihren Kindern zählten:
- Władysław Odonic
- Richza Odonówna

Teilweise werden der Ehe auch die folgenden Kinder zugeschrieben:
- Eufrosina Odonic, die Ehefrau von Swantopolk II.
- Otto Dypoldowic, Kleriker im Domkapitel Magdeburg